# Championnats du monde de patinage de vitesse sur piste courte 2007
Les Championnats du monde de patinage de vitesse sur piste courte 2007 se tiennent du 9 au 11 mars à Milan en Italie.

## Podiums

### Hommes
| Épreuves                     | Or                                                                 | Argent                                                                            | Bronze                                                               |
| ---------------------------- | ------------------------------------------------------------------ | --------------------------------------------------------------------------------- | -------------------------------------------------------------------- |
| 9 mars : 1500 mètres         | Apolo Anton Ohno                                                   | Nicola Rodigari                                                                   | Ahn Hyun-soo                                                         |
| 10 mars : 500 mètres         | Charles Hamelin                                                    | François-Louis Tremblay                                                           | Ahn Hyun-soo                                                         |
| 11 mars : 1000 mètres        | Ahn Hyun-soo                                                       | Charles Hamelin                                                                   | Apolo Anton Ohno                                                     |
| 11 mars : 3000 mètres        | Song Kyung-taek                                                    | Ahn Hyun-soo                                                                      | Apolo Anton Ohno                                                     |
| 11 mars : 5000 mètres relais | Corée du Sud Sung Si-bak Song Kyung-taek Kim Hyun-kon Ahn Hyun-soo | Canada Charles Hamelin Olivier Jean François-Louis Tremblay Jean-François Monette | États-Unis Apolo Anton Ohno Jordan Malone Travis Jayner Ryan Bedford |

### Femmes
| Épreuves                     | Or             | Argent          | Bronze       |
| ---------------------------- | -------------- | --------------- | ------------ |
| 9 mars : 1500 mètres         | Jung Eun-ju    | Jin Sun-yu      | Byun Chun-sa |
| 10 mars : 500 mètres         | Kalyna Roberge | Arianna Fontana | Jung Eun-ju  |
| 11 mars : 1000 mètres        | Jin Sun-yu     | Jung Eun-ju     | Zhou Yang    |
| 11 mars : 3000 mètres        | Jin Sun-yu     | Jung Eun-ju     | Zhou Yang    |
| 11 mars : 3000 mètres relais | Corée du Sud   | Chine           | Canada       |

## Tableau des médailles
| Place | Pays         | Médaille d'or | Médaille d'argent | Médaille de bronze | Total |
| ----- | ------------ | ------------- | ----------------- | ------------------ | ----- |
| 1     | Corée du Sud | 7             | 4                 | 4                  | 15    |
| 2     | Canada       | 2             | 3                 | 1                  | 6     |
| 3     | États-Unis   | 1             | 0                 | 3                  | 4     |
| 4     | Italie       | 0             | 2                 | 0                  | 2     |
| 5     | Chine        | 0             | 1                 | 2                  | 3     |